# Uczniowski Klub Sportowy Szkoła Mistrzostwa Sportowego (femminile)
L'Uczniowski Klub Sportowy Szkoła Mistrzostwa Sportowego, o in forma contratta UKS SMS Łódź e citata più semplicemente come SMS Łódź, è una squadra di calcio femminile polacca con sede nella città di Łódź. Milita nella Ekstraliga, il massimo livello del campionato polacco di categoria.

## Storia
La szkoła mistrzostwa sportowego (abbreviato in SMS) venne fondata il 18 ottobre 1997.. La sezione di calcio femminile dell'UKS SMS è stata istituita nel 2012, con la squadra che è partita dalla II liga, terzo livello del campionato polacco di categoria. Già al termine della sua prima stagione riesce ad ottenere la promozione in I liga, raggiungendo il secondo posto alla conclusione del campionato 2014-2015. Dal 2016 la squadra è guidata dal tecnico Marek Chojnacki, nella stessa stagione ha raggiunto il 1º posto in I lega ed è stata promossa in Ekstraliga. Negli anni seguenti la competitività della squadra è costantemente aumentata andando a occupare la parte alta della classifica, e dopo aver chiuso il campionato 2020-2021 al secondo posto e a 5 punti dal Czarni Sosnowiec, il campionato successivo la squadra riesce a conquistare il suo primo titolo di campione di Polonia e di conseguenza l'accesso alla UEFA Women's Champions League per la stagione entrante.

## Palmarès
- Campionato polacco: 1

2021-2022
- Campionato polacco femminile di seconda divisione: 1

2015-2016

## Organico

### Rosa 2021-2022
Rosa, ruoli e numeri di maglia estratti dal sito ekstraliga.statscore.com
| N. |                     | Ruolo | Calciatrice                    |
| -- | ------------------- | ----- | ------------------------------ |
| 1  | Polonia (bandiera)  | P     | Oliwia Szperkowska             |
| 3  | Polonia (bandiera)  | C     | Justyna Libera                 |
| 4  | Polonia (bandiera)  | D     | Katarzyna Konat                |
| 5  | Polonia (bandiera)  | A     | Klaudia Jedlińska              |
| 6  | Polonia (bandiera)  | C     | Gabriela Grzybowska (capitano) |
| 7  | Polonia (bandiera)  | A     | Paulina Filipczak              |
| 9  | Polonia (bandiera)  | A     | Dominika Kopińska              |
| 10 | Polonia (bandiera)  | C     | Anna Rędzia                    |
| 12 | Giappone (bandiera) | D     | Yurina Enjo                    |
| 13 | Polonia (bandiera)  | C     | Wiktoria Skrzypińska           |
| 13 | Polonia (bandiera)  | D     | Oliwia Silny                   |
| 14 | Polonia (bandiera)  | C     | Marta Miś                      |
| 14 | Polonia (bandiera)  | C     | Nadia Krezyman                 |
| 15 | Polonia (bandiera)  | D     | Małgorzata Lichwa              |
| 17 | Polonia (bandiera)  | A     | Dominika Gąsieniec             |

| N. |                    | Ruolo | Calciatrice         |
| -- | ------------------ | ----- | ------------------- |
| 18 | Polonia (bandiera) | C     | Oliwia Malesa       |
| 20 | Ghana (bandiera)   | C     | Ernestina Abambila  |
| 21 | Polonia (bandiera) | P     | Oliwia Macała       |
| 24 | Polonia (bandiera) | P     | Danuta Paturaj      |
| 24 | Polonia (bandiera) | D     | Ewelina Piórkowska  |
| 26 | Polonia (bandiera) | D     | Wiktoria Zieniewicz |
| 31 | Polonia (bandiera) | A     | Wiktoria Orlowska   |
| 35 | Polonia (bandiera) | C     | Oliwia Domin        |
| 37 | Polonia (bandiera) | D     | Julia Kolis         |
| 40 | Polonia (bandiera) | P     | Amelia Niedzielska  |
| 41 | Polonia (bandiera) | C     | Julia Olkiewicz     |
| 45 | Polonia (bandiera) | D     | Oliwia Baldyga      |
| 50 | Polonia (bandiera) | A     | Natalia Rohn        |
| 54 | Polonia (bandiera) | C     | Magdalena Dąbrowska |
| 99 | Ucraina (bandiera) | A     | Yuliia Zubar        |